# Milka
Milka là một thương hiệu sô cô la xuất xứ từ Thụy Sĩ vào năm 1901 và được công ty bánh kẹo Hoa Kỳ Mondelēz International (trước đây là Kraft Foods) sản xuất trên phạm vi quốc tế từ năm 1990. Trong hơn 100 năm, phần lớn sản lượng sản phẩm chủ yếu được sản xuất tại thành phố Lörrach, Đức, với khoảng 140.000 tấn sô cô la mỗi năm. Sản phẩm chính của Milka là các thanh sô cô la, sô cô la mang hình thù đặc biệt phục vụ cho các mùa lễ hội như lễ Phục sinh và Giáng sinh, cũng như bánh quy phủ sô cô la. Cái tên Milka là một từ ghép từ hai thành phần chính của sản phẩm: "MILch" (sữa) và "KAkao" (ca cao hoặc sô cô la).

## Lịch sử
Vào ngày 17 tháng 11 năm 1825, nhà sản xuất sôcôla người Thụy Sĩ Philippe Suchard (1797–1884) thành lập một tiệm bánh ở Neuchâtel, bán món tráng miệng làm bằng tay chocolat fin de sa fabrique. Năm sau, Suchard mở rộng công ty của mình và chuyển cơ sở sản xuất sang Serrières gần đó, tại đây ông sản xuất 25–30 kg sô cô la hàng ngày trong một cối xay nước cũ được thuê. Trong những năm 1890, công ty đã thêm sữa vào công thức sô cô la của Suchard.
Ngày 19 tháng 3 năm 1901, công ty đăng ký tên thương hiệu là "Milka", cái tên Milka được ghép từ hai từ "MILch" (sữa) và "KAkao" (ca cao hoặc sô cô la). Các thanh sôcôla "Milka" đầu tiên được đóng gói trong bao bì màu hoa cà đặc trưng. Các sản phẩm của họ đến thị trường Áo vào năm 1909 và trở nên ngày càng phổ biến. Đến năm 1913, công ty đã sản xuất sô cô la nhiều gấp 18 lần so với khi ở nhà máy ban đầu vào năm 1880. Từ năm 1926, Milka bắt đầu cho ra đời sôcôla phiên bản mùa lễ hội, như sô cô la đúc thành hình ông già Noel, thỏ Phục sinh hay các kích cỡ khác nhau của trứng Phục sinh. Năm 1950 đánh dấu năm logo của thương hiệu chuyển thành màu trắng trên nền màu hoa cà, sau đó logo được đăng ký vào năm 1962.
Năm 1970, Suchard hợp nhất với Toblerone thành công ty Interfood, rồi năm 1982, Interfood hợp nhất với công ty cà phê Jacobs thành Jacobs Suchard. Tám năm sau (1990), Kraft Foods mua lại Jacobs Suchard, trong đó có thương hiệu Milka. Năm 1998, Milka đăng ký màu tím là "màu thương hiệu cho các chế phẩm sôcôla" với chính phủ. Tháng 10 năm 2012, Kraft tách bộ phận thức ăn nhẹ ra thành một công ty độc lập, sau này mang tên Mondelēz International.
Năm 2016, nhãn hiệu này thu về 1,5 tỉ đô la Mỹ doanh thu và mở rộng thị trường sang Trung Quốc.

## Sản xuất
Phân xưởng đặt tại thành phố Lörrach, Đức của Milka có khoảng 500 nhân viên và sản xuất khoảng 3 triệu thanh sôcôla mỗi ngày, tương đương với 140.000 tấn sôcôla/năm. Đây cũng là phân xưởng chuyên sản xuất sôcôla loại 100 gram cho nội địa Đức và hơn 50 quốc gia khác. Ngoài Lörrach, Milka cũng có xưởng sản xuất tại Bludenz (Áo) và Strasbourg (Pháp) với sản lượng 60.000 tấn (chủ yếu là các thanh loại 200 gram đến 400 gram).

## Quảng bá

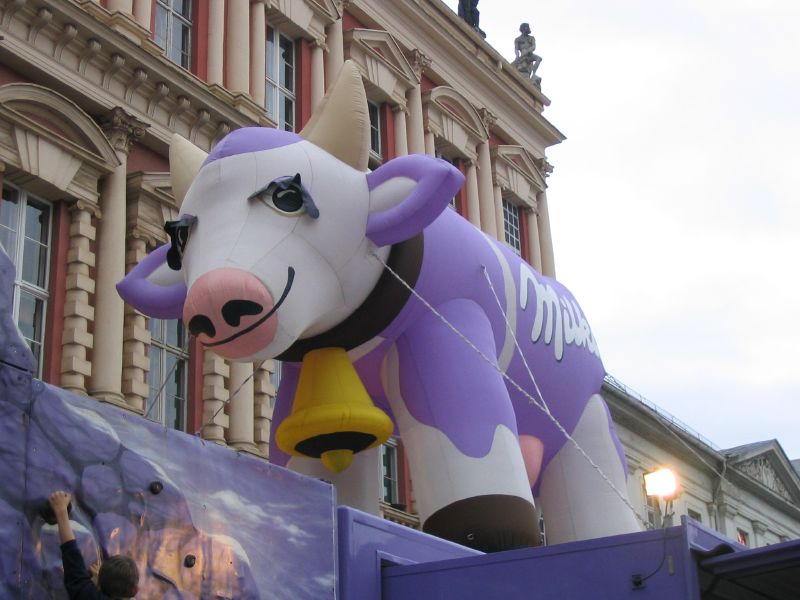
Bò Milka tại thành phố Potsdam, Đức.

Linh vật của nhãn hiệu là một con bò màu trắng với các đốm tím và mang chuông vàng ở cổ. Chủ đề xuyên suốt trong các quảng cáo của Milka là sự mềm mại (tenderness). Vào thập niên 1990, Peter Steiner cũng xuất hiện trong các quảng cáo của Milka. Từ năm 1995, Milka trở thành nhà tài trợ cho các vận động viên trượt tuyết nổi bật.
Các thị trường lớn nhất của Milka bao gồm Đức, Áo Pháp, Ba Lan và Nga.

## Sản phẩm
Năm 2007, từ bao bì kép bằng giấy và lá nhôm, Milka chuyển sang bao bì mới bằng nhựa có thể đóng lại được. Việc này được cho là đã giảm 60% lượng bao bì cũng như giảm tiêu thụ năng lượng 25% trong vòng bốn năm.
Sản phẩm của Milka có các bao bì và mùi vị khác nhau phụ thuộc vào nơi bán ra sản phẩm đó:
- Thanh sôcôla
  - Alpine Milk – Sôcôla sữa[19]

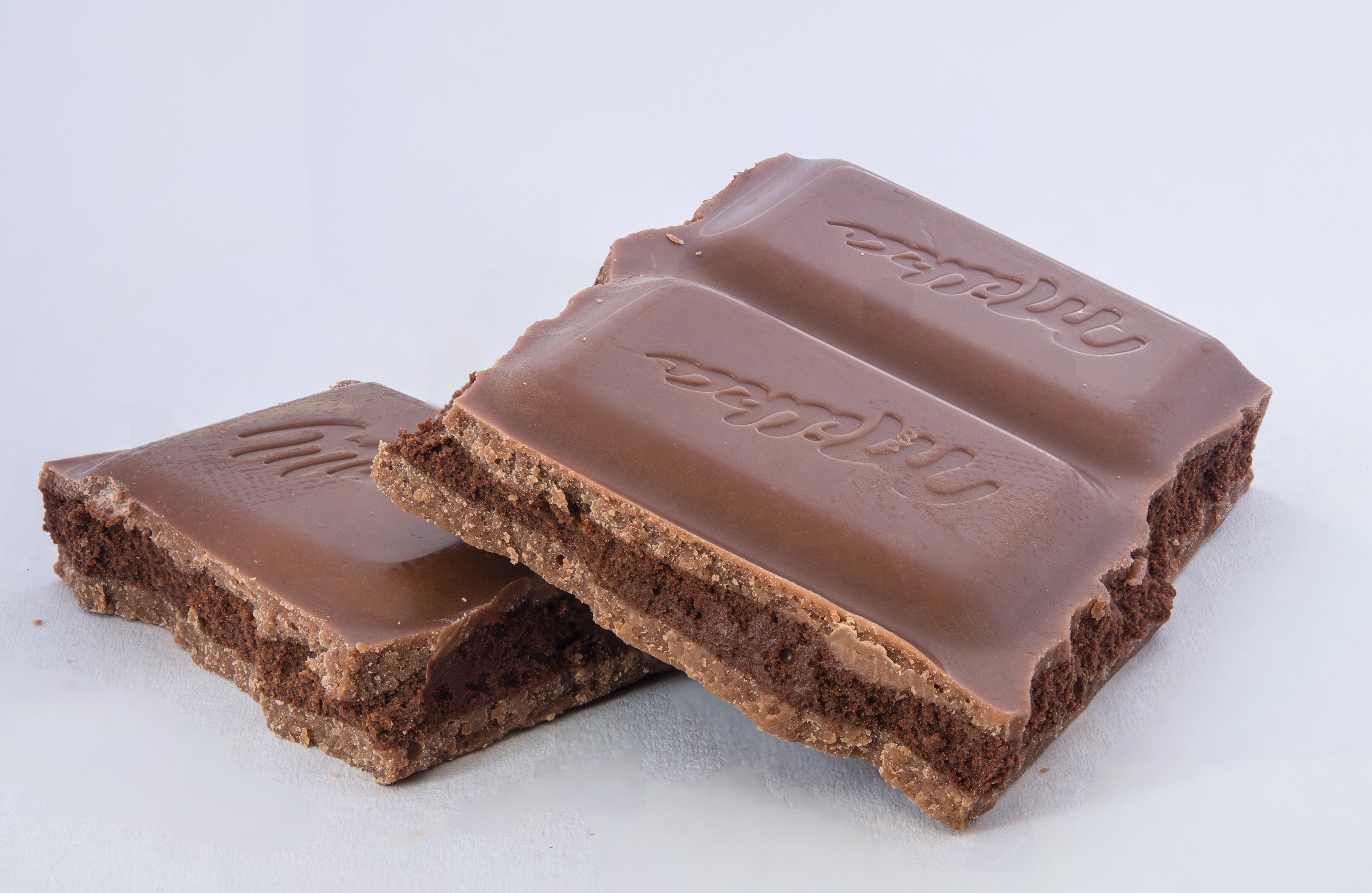
Sô cô la Milka "à la Dessert au Chocolat" với nhân kem cacao

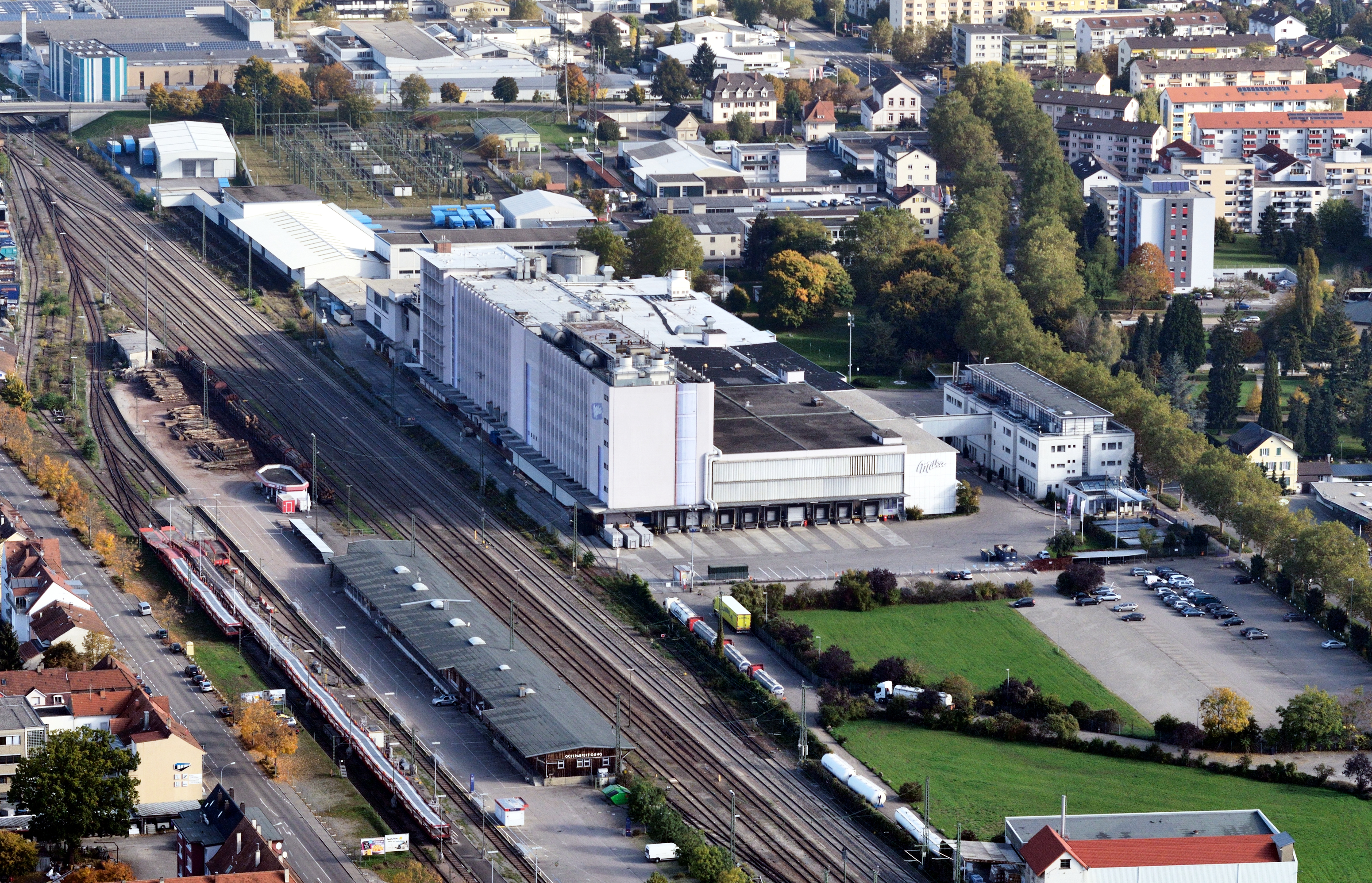
Nhà máy sản xuất tại thành phố Lörrach, Đức

  - Broken Nuts – Sôcôla sữa với các mẩu hạt dẻ[20]
  - Milka and Daim – Sôcôla sữa với các mẩu từ thanh kẹo Daim[21]
  - Milka and Oreo – Sôcôla sữa nhân Oreo[10][22]
  - Choco-Swing – Sôcôla sữa nhân bánh quy[23]
  - Choco and Biscuit – Sôcôla sữa nhân một lớp cacao và một lớp bánh quy[24]
  - Strawberry Yogurt – Sôcôla sữa nhân dâu[25]
  - Caramel – Sôcôla sữa nhân caramel[26]
  - Peanut Caramel – Sôcôla sữa nhân caramel đậu phộng[10]
  - Almond Caramel – Sôcôla sữa với các mẩu từ hạt hạnh nhân và nhân caramel
  - Whole Hazelnuts – Sôcôla sữa nhân hạnh nhân[27]
  - White Chocolate – Sô cô la trắng[28]
  - White Coconut – Sôcôla trắng vị dừa[29]
  - Raisins and Hazelnuts – Sôcôla sữa hạt nho và các mẩu hạt dẻ[28]
  - Raspberry Cream – Sôcôla sữa nhân mâm xôi[28]
  - Cow Spots hay Happy Cow – Sôcôla sữa điểm các đốm sôcôla trắng[28]
- Toffee
  - Milka Toffee – Toffee nhân caramel phủ sôcôla sữa[30]
  - Milka Toffee Hazelnut[31]
- Choco Brownie – Brownie sôcôla sữa[10]
- Praline[10]